# Gerhard Gabriel (Pfarrer)
Gerhard Gabriel (* 29. Juni 1950 in Farsleben) ist ein deutscher evangelischer Theologe und ehemaliger Vertreter der Oppositionsbewegung in der DDR.

## Leben
Von 1980 bis zu seinem Ruhestand im Jahr 2015 war Gerhard Gabriel evangelischer Pfarrer in Grüneberg (Kirchenkreis Oberes Havelland in der Evangelischen Kirche Berlin-Brandenburg-schlesische Oberlausitz). 1984 filmte ein ARD-Team seine unkonventionellen Bemühungen zum Erhalt der dortigen Kirche.
Gerhard Gabriel ist Träger des Bundesverdienstkreuzes am Bande.

## Familie
Sein Vater, Christfried Gabriel, war ebenfalls evangelischer Pfarrer, ebenso sein Großvater Walter Gabriel (* 5. Oktober 1887; † 27. August 1983), der Mitglied der Bekennenden Kirche (BK) und Häftling im KZ Dachau war.
Seine Schwester Katrin Eigenfeld saß wegen staatsfeindlicher Hetze 1983 beim Ministerium für Staatssicherheit der DDR in Untersuchungshaft und nahm im September 1989 an der illegalen Gründung des Neuen Forums teil.